# 中新屋町

中新屋町の風景

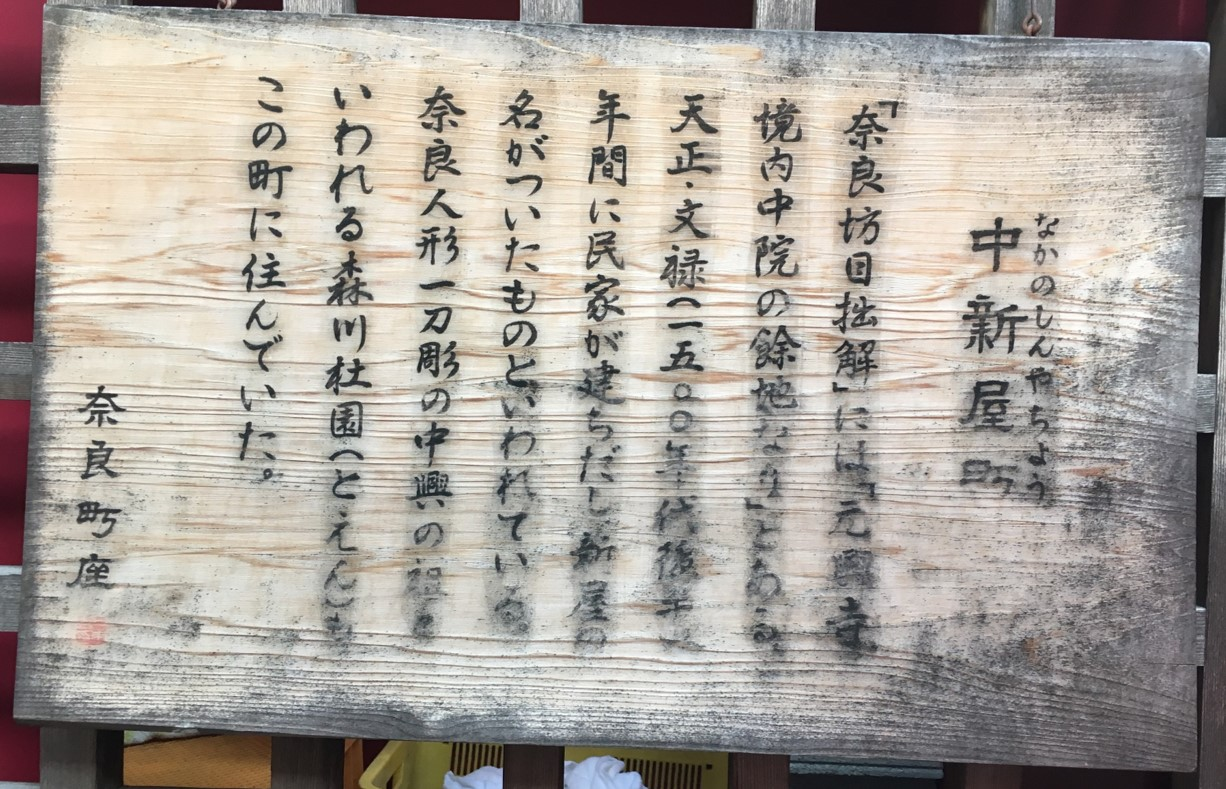
中新屋町について

中新屋町（なかのしんやちょう Nakanoshin'ya-chō）は、奈良県奈良市の中央部、市街地中央部に位置する地区である。郵便番号は630-8333。

## 地理
奈良市の中央部、市街地の中央部に位置する。
勝南院町、中院町、鵲町、芝突抜町、芝新屋町、西新屋町、高御門町、脇戸町、北室町と接している。

### 地名の由来
江戸時代から現在の町名。もと元興寺境内中院の余地で、寺内中之通路であったことにちなみ、宝徳3年の火災で伽藍が焼失したあと新たに町屋となったので新屋町と呼ばれる。

## 歴史
江戸時代は奈良町の南部に位置し、勝南院町の南、柴の新屋町の北に接する南北通りの街区。天正年間から永禄年間に町屋になった。

## 人口の変遷
総数 [戸数または世帯数： 42 、人口： 123 ]

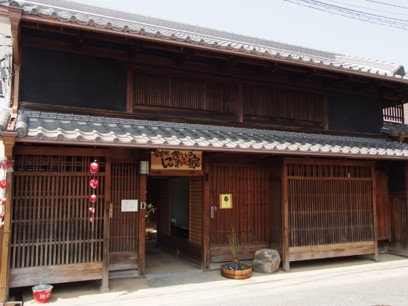
奈良町にぎわいの家

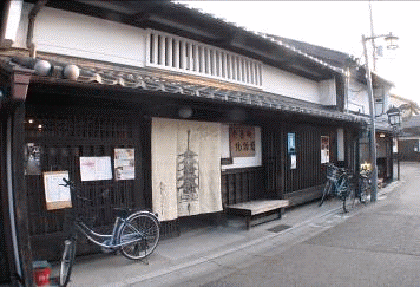
奈良町物語館

1882年（昭和13年）56戸
1980年（昭和45年）64戸　210人 
2010年（昭和55年）54戸　156人 

## 施設

### 観光
- 奈良町にぎわいの家
- 奈良町物語館

## 小・中学校の学区
奈良市立椿井小学校、および奈良市立三笠中学校の学区に属する。 

## 交通

### バス
- 奈良交通 市内循環外回り　田中町（奈良県）、北京終町が最寄り